# Aranjuez (Costa Rica)
Aranjuez fue una población costarricense, fundada en 1568 por el Gobernador Pero Afán de Ribera y Gómez, a orillas del río Aranjuez y a escasa distancia de la costa del océano Pacífico, donde simultáneamente surgió un embarcadero conocido como puerto de Ribera. En 1569, al efectuar Afán de Ribera el ilegal reparto de los indígenas en encomiendas, se enumeraron como pueblos encomendados en la jurisdicción de Aranjuez los pueblos de Patica, Uruy, Turriu, Pocoras, Zurrú, Gotane y Cocora, y los de los indígenas botos, Catapas, Corobicíes y Abangares.
Aranjuez fue despoblada en 1574 por orden del gobernador interino Alonso Anguciana de Gamboa, quien dispuso que sus vecinos se trasladasen a la población del Espíritu Santo, fundada por él.
- Datos: Q5551277